# 구석구석 숨은 돈 찾기
구석구석 숨은 돈 찾기는 KBS 2TV로 방영되는 한국방송공사의 텔레비전 프로그램이며 2016년 10월 12일부터 2016년 10월 26일까지 방송되었다.

## 시청률
- AGB 닐슨 미디어리서치

| 회차 | 방송 일자        | 전국 시청률(증감치) |
| ---- | ---------------- | ------------------- |
| 1회  | 2016년 10월 12일 | 3.7%                |
| 2회  | 2016년 10월 19일 | 3.4%                |
| 3회  | 2016년 10월 26일 | 3.1%                |